# Www.girl
www.girl è un singolo del gruppo musicale danese Toy-Box, pubblicato nel 2001 come secondo e ultimo estratto dall'album Toy Ride.

## Tracce
CD Singolo
1. www.girl (Album Version) – 3:24
2. Best Friend (Kaydee Vs. Dj Nme Club Version) – 6:48

## Classifiche
| Classifica (2001) | Posizione massima |
| ----------------- | ----------------- |
| Paesi Bassi       | 35                |